# 힐스테이트 e편한세상 문정
힐스테이트 e편한세상 문정은 현대엔지니어링과 DL이앤씨가 문정동 136번지 일대를 재건축한 아파트 단지이다. 14개동 1,265세대 규모로 구성되어 있다.

## 교육
초등학교
- 서울문정초등학교
- 서울문덕초등학교

중학교
- 문정중학교

고등학교
- 문정고등학교
- 한림연예예술고등학교